# Dominowo

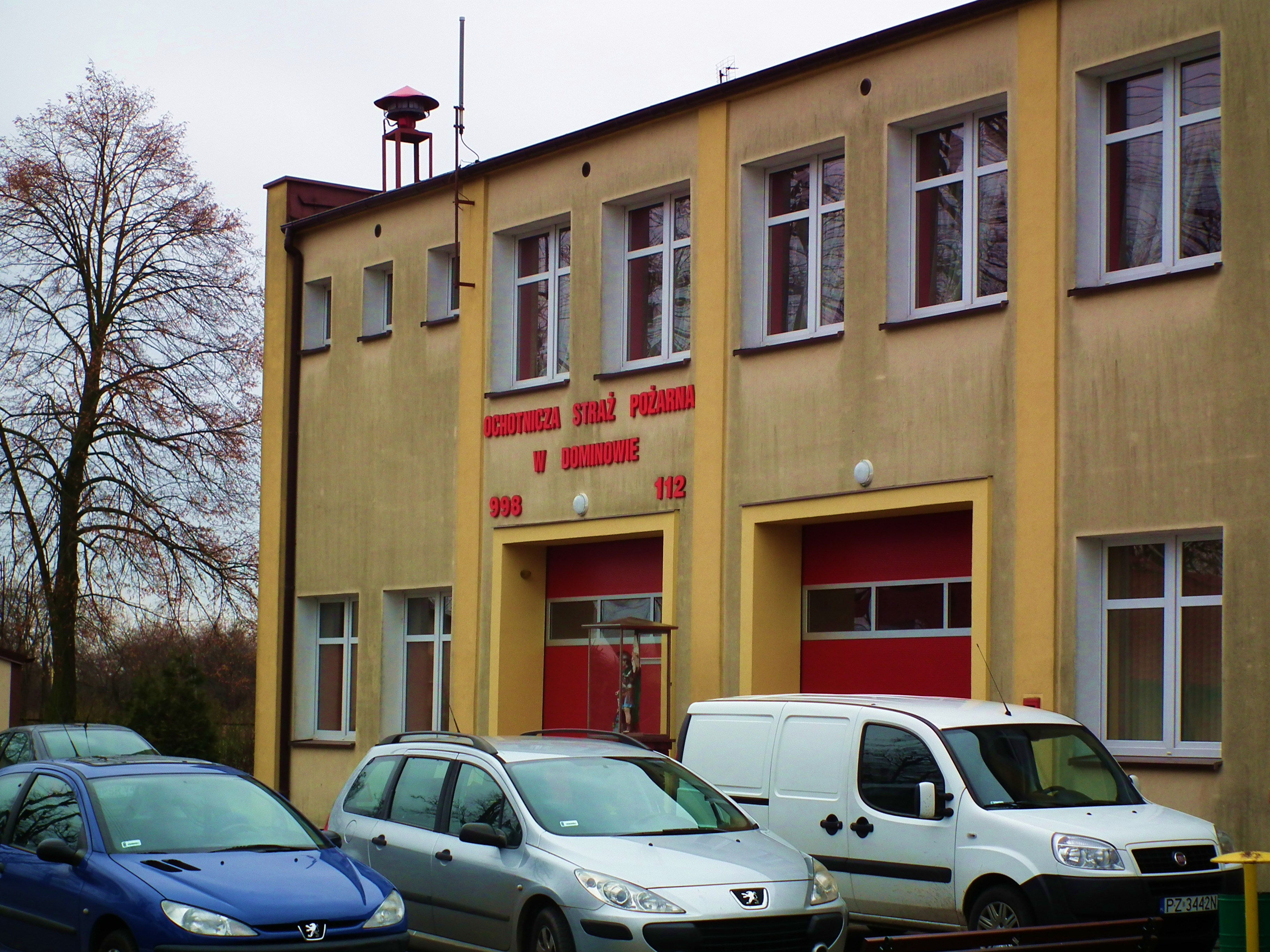
Ochotnicza straż pożarna

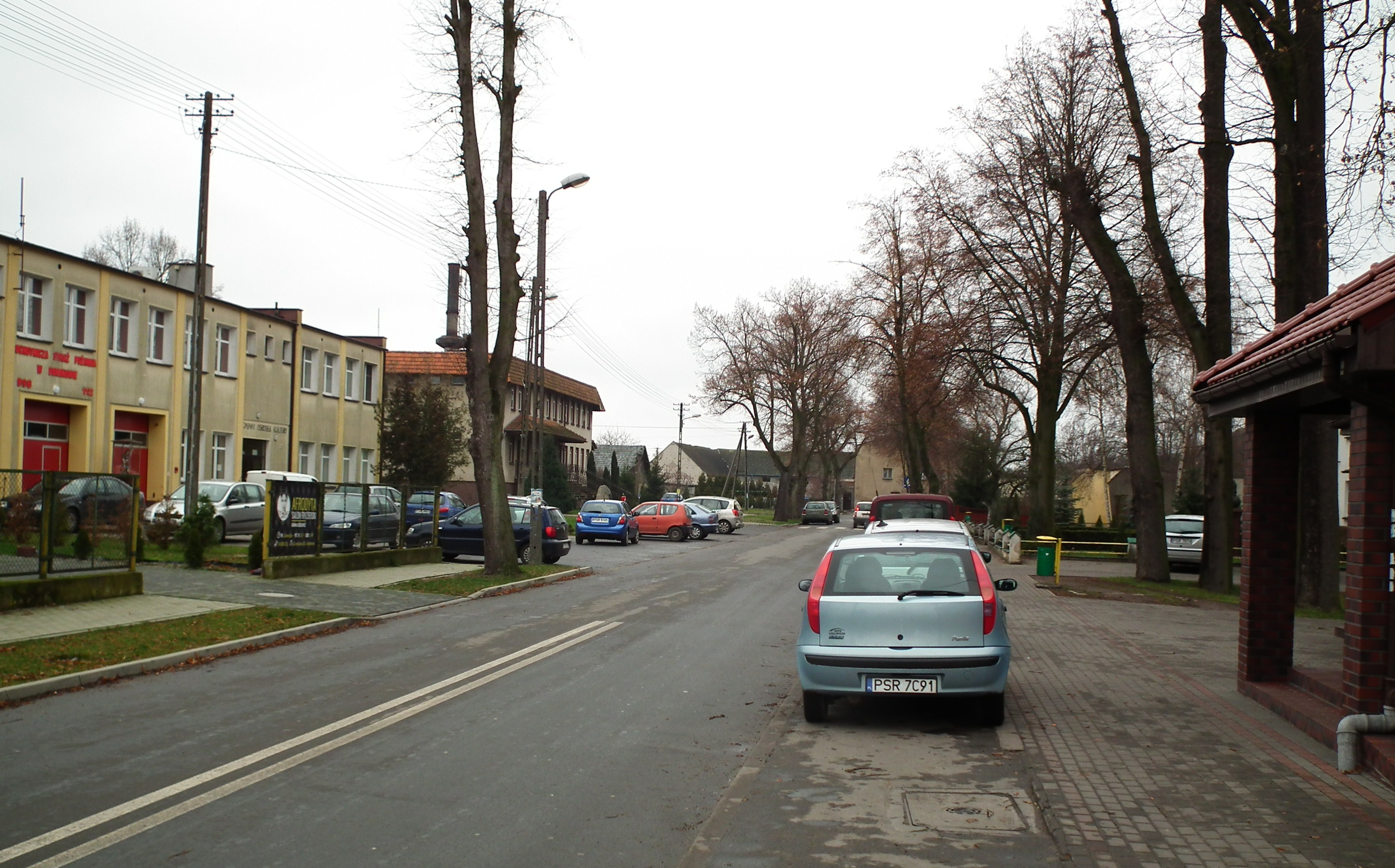
Główna ulica wsi

Dominowo (niem. Dominowo, od 1908 Herrenhofen) – wieś w Polsce położona w województwie wielkopolskim, w powiecie średzkim, w gminie Dominowo.
W latach 1954–1972 wieś należała i była siedzibą władz gromady Dominowo. W latach 1975–1998 miejscowość administracyjnie należała do województwa poznańskiego.
Miejscowość jest siedzibą gminy Dominowo.

## Historia
Pierwsza zapisana wzmianka o wsi pojawia się dopiero pod rokiem 1402, została zawarta w aktach sądowych wielkopolskich. Jak podaje Stanisław Kozierowski w pozycji Na podstawie badania nazw topograficznych dzisiejszej Archidiecezji poznańskiej, nazwa wsi wywodzi się od imienia Dumin, Dunin lub Donin. Pierwotnie nazwa wsi brzmiała Duminowo. Miejscowość wchodziła w skład parafii Giecz. Dopiero Źródła Dziejowe Wielkopolski podają współczesną nazwę wsi Dominowo pod rokiem 1578.
Pierwszymi właścicielami wsi było rycerstwo pochodzące z rodu Dryjów. W 1448 roku kanonikat przy poznańskiej kolegiacie NMP został uposażony z dziesięciny z Dominowa. Lata 1505-1725 Dominowo wraz z przyległymi miejscowościami Chłapowem i Szrapkami było własnością rodu Chłapowskich. Jednym z ważniejszych wydarzeń w dziejach wsi było w 1823 roku wydzielenie z majątku Dominowa części gruntów i pobudowanie 7 zagród dla byłych chłopów pańszczyźnianych. Dało to początek nowej miejscowości – Marianowo. Właścicielem wsi od 1846 roku był Franciszek Radoński. W kolejnych latach wieś przeszła w ręce hrabiego Stanisława Ponińskiego. Obszar Dominowa zajmował wtedy 2417 mórg i zamieszkiwało go 219 mieszkańców katolików. 
Przełom XIX / XX wieku to rządy zaborców, okres walki o polskość, a także o ziemię. Niemiecki żywioł w Poznańskiem i Prusach Zachodnich miała wzmocnić realizacja określonych zamierzeń powołanej Komisji Kolonizacyjnej. Utworzenie jej miało na celu: m.in. zakup gruntów w celu tworzenia gospodarstw o małej i średnie wielkości, utworzenie gospodarstw na domenach państwowych i leśnych oraz wygospodarowanie odpowiednich sum w celu ich spożytkowania. W przeciągu 4 pierwszych lat funkcjonowania (1886-1889) Komisja zakupiła 42 223 ha za sumę 26 381 406 marek. Wśród interesantów Komisji znalazł się także ówczesny właściciel Dominowa hrabia Stanisław Poniński. Komisja rozparcelowała majątek, na nowo nabyte tereny zaczęli napływać koloniści. W dawnym pałacu w centrum wsi utworzono szkołę i kościół ewangelicki. Żywioł ewangelicki przeważał w wiosce, na 315 mieszkańców, 231 było ewangelikami, a jedynie 84 katolikami i równocześnie Polakami. 
W latach silnego oddziaływania kulturkampfu jednym z licznych procederów było zniemczanie nazw miejscowości. Dokonywano tego na różne sposoby: wprowadzano drobne zmiany w nazwie, szukano odpowiednika niemieckiego dla nazwy polskiej lub tworzono zupełnie inną nazwę. Sytuacja taka zaistniała także w Dominowie. Od 1908 roku funkcjonowały w użyciu dwie nazwy miejscowości. Obok polskiej nazwy Dominowo weszła w użycie zniemczona nazwa Herrenhofen. 
Po zakończeniu działań I wojny światowej wielu Niemców opuściło obszar Dominowa. Kilka gospodarstw we wsi zostało wykupionych przez Polaków. Gospodarstwa te sprzedawały osoby, które optowały na rzecz Rzeszy niemieckiej i po zakończonej wojnie masowo opuszczały Polskę. Nowymi polskimi gospodarzami zostali Franciszek Majchrzycki, Walenty Fesser, Wawrzyn Wichłacz, Stanisław Brzeziński, Jan Mazur, Tomasz Tylski, Izydor Niedziela. 
Gminę Dominowo po I wojnie światowej zamieszkiwało 340 wyznawców ewangelickich, osoby te obsługiwał pastor ze Środy Wielkopolskiej. Funkcję pastora w latach 1921-1931 sprawowali kolejno: Paul Kopp, Ryszard Zellmann, Karol Barger.
Tragiczny wrzesień 1939 roku przyniósł wybuch II wojny światowej, najstraszniejszej w dziejach Polski. Wojna spowodowała ogromne straty w miastach, nie oszczędzała także wiosek. Ludność wielu wsi została rozproszona na terenie całej Rzeszy. Część z nich znalazła się w Guberni, na gorszych gospodarstwach albo na służbie u gospodarzy niemieckich. Wielu mieszkańców Dominowa musiało opuścić swoje zagrody. W okresie działań wojennych (1939–1945) teren gminy Dominowo był konspiracyjną placówką terytorialną Armii Krajowej, która wchodziła w skład Średzkiego Inspektoratu Rejonowego Armii Krajowej. Początki działalności konspiracyjnej placówki Dominowo (Dęby), numer 7, są datowane na rok 1940. Głównym organizatorem wspomnianego terenu był kpr. rez. Grzesiak. W skład obwodu nie wchodziły wsie Rusiborek i Murzynowo Kościelne. W samym Dominowie działalność organizowali: kpr. Antoni Kubiak i Stefan Rybczyński. Osoby te inicjowały głównie sabotaż gospodarczy, realizowany w majątkach. Uważano, że w ten sposób można przybliżyć Polsce upragnioną wolność. Ponadto placówka Dominowo siłami dwóch drużyn wzięła udział w głośnej akcji pod kryptonimem „Proso”. Pod wspomnianą nazwą kryła się największa akcja organizowana w Średzkim Inspektoracie Rejonowym Armii Krajowej. Głównym jej celem był zrzut broni dla miejscowych oddziałów, wykonany przez 138 dywizjon brytyjski w dniach 14 na 15 września 1943 roku. Akcja miała miejsce na polu obok gajówki Janowo. Dowódca placówki Dominowo miał za zadanie ochraniać miejsce zrzutu od strony wsi ponieważ był tam zlokalizowany posterunek policji, ponadto do jego zadań należało organizowanie nasłuchu radiowego. Wyzwolenie nastąpiło 21 stycznia 1945 roku, wtedy do pobliskiego Giecza wkroczyły patrole Armii Czerwonej. Po 5 latach zakończyła się niemiecka okupacja. Po zakończonej wojnie obszar gminy Dominowo zmienił swoje oblicze. Powróciły liczne rodziny, wysiedlone nawet do Austrii. Niemieckie do tej pory wsie, takie jak Dominowo, Orzeszkowo, Szrapki czy Michałowo, zmieniły swój charakter narodowy. Odpłynęła fala kolonistów, ich miejsce zajęły rodziny polskie.
Lata powojenne przyniosły reaktywację 17 lutego 1957 roku Kółka Rolniczego. Objęło ono zarówno Dominowo, jak i przylegające miejscowości: Chłapowo, Gablin, Marianowo, Michałowo, Szrapki. Statut założycielski podpisało 42 członków. 
Lata następne to intensywny rozwój Dominowa. W roku 1969 oddano do użytku Dom Strażaka, rozbudowano siedzibę Gminnej Spółdzielni „Samopomoc Chłopska”, a w roku 1976 ukończono budowę oddziału Banku Spółdzielczego. Do dziś funkcjonuje utworzona w 1974 roku Spółdzielnia Kółek Rolniczych. Powstała ona na bazie wcześniej działających dwóch ośrodków: Państwowego Ośrodka Maszynowego i Międzykółkowej Bazy Maszynowej.
Lata 90. to postępujący rozwój wsi. Zakończono budowę nowego Ośrodka Zdrowia z gabinetami stomatologicznym, poradnią lekarza rodzinnego, apteką. Zlokalizowano tam także biura Rejonowego Urzędu Pocztowego. W 1998 roku oddano do użytku salę gimnastyczną pobudowaną przy szkole podstawowej. 

## Historia sytuacji administracyjnej
Do roku 1791 wieś wchodziła w skład powiatu pyzderskiego. Następnie przeszła do powiatu średzkiego. Po III rozbiorze Polski miejscowość została wcielona do państwa pruskiego. Rok 1833 przyniósł reformę administracyjną, na mocy której wieś została przydzielona do Wójtostwa w Targowej Górce. W następnych latach powstały okręgi komisaryczne w miejsce wcześniej funkcjonujących wójtostw. Zmiana ta przydzieliła Dominowo do Nekli (1836–1902). W roku 1902 siedziba wspomnianego komisariatu została przeniesiona do Dominowa. Stan taki obowiązywał aż do 1928 roku, kiedy to przywrócono wspomniane wójtostwa. Dotychczasowy Komisariat w Dominowie został podzielony na dwa wójtostwa – Dominowo i Neklę. Gmina weszła ponownie w skład powiatu średzkiego w roku 1935 i była jedną z 5 gmin zbiorczych, w jej składzie było 12 gromad. Ogółem 1 kwietnia 1935 roku gmina liczyła 4222 mieszkańców z których: 3964 stanowili rzymskokatoliccy, a 258 było ewangelików. Gromada Dominowo liczyła sobie 367 osób.
Po zmianie podziału administracyjnego kraju w 1955 roku Dominowo po raz kolejny stało się siedzibą gromady. Wchodziło w skład powiatu średzkiego. Liczyło sobie wtedy 269 mieszkańców. Kolejna reforma administracyjna kraju z roku 1973, wprowadziła ponownie gminy jako podstawową jednostkę administracyjną. W jej wyniku Dominowo, po raz kolejny, zostało siedzibą jednej z 6 gmin powiatu średzkiego. Obszar gminy obejmował 79,3 km kwadratowe, w jej skład wchodziły 24 wsie. Wieś Dominowo, siedziba urzędu gminy liczyła sobie 337 mieszkańców. Liczba ludności przez okres 1945-1978 utrzymywała się na stałym poziomie około 3000 osób. Siedzibą gminy pozostało Dominowo do dziś.

## Pomniki
Przed Urzędem Gminy stoją:
- głaz pamiątkowy z napisem: Tym, którzy tworzyli rzeczywistość Dominowa w przeciągu 600 lat. 1402-2002,
- pomnik św. Mikołaja z dziećmi – patrona gminy[3].